# Grafiti en el muro de Cisjordania

Flying Balloon Girl de Banksy cerca del puesto de control de Kalandia.

Los grafitis del muro de Cisjordania son arte urbano en las secciones amuralladas de la barrera israelí de Cisjordania, por una amplia gama de artistas internacionales y palestinos. El muro mide de 8 a 10 metros de alto y es de fácil acceso para los artistas, ya que con frecuencia divide áreas urbanas. El grafiti está en el lado palestino del muro y expresa principalmente sentimientos contra el muro.

## Descripción del grafiti
La sección amurallada de la barrera israelí de Cisjordania, conocida como el Muro de Cisjordania, tiene una altura de 8 a 10 metros, lo que proporciona a los artistas un gran lienzo en blanco. El grafiti está en el lado palestino del muro y expresa principalmente sentimientos contra el muro.
El grafiti, escrito tanto en inglés como en árabe, incluye «banderas y puños, eslóganes e insultos, declaraciones de dolor y pérdida», sirviendo como un «testimonio visual» del sufrimiento de los palestinos bajo la ocupación israelí de Cisjordania. La diversidad y cantidad de arte callejero se ha descrito como «inicialmente abrumadora» con «capas sobre capas de arte callejero en el Muro» después de casi dos décadas. La mayoría de los grafitis consisten en marcas realizadas por aficionados sin decoraciones.
En 2017, el texto predominante en la pared incluía «Palestina», «Palestina Libre», «Paz», «Amor», «Justicia», «Esperanza», «Libertad», «Unidad», «Solidaridad«, «Amistad», «Muro del apartheid», «Dios es amor», «Dios bendiga a Palestina», «Jesús te ama», Juan 3:16, «Navidad» y críticas a los presidentes estadounidenses y los nombres de los visitantes y sus países.

## Turismo y acogida
El grafiti se ha convertido en una atracción turística, particularmente en el área de Belén, personificado en The Walled Off Hotel del artista de grafiti Banksy. Durante el viaje de Banksy a Cisjordania en 2005, un hombre palestino reconoció tanto la belleza como la ironía del trabajo de Banksy y le dijo: «No queremos que este muro sea hermoso. Lo odiamos. Vete a casa».

## Artistas
Al igual que el arte del grafiti en el Muro de Berlín, gran parte de la obra de arte no es reclamada por los artistas y permanece en el anonimato. En 2005, Banksy se convirtió en el primer artista internacional importante en agregar grafitis a la pared; se consideró que su Flying Balloon Girl estarcida servía como una forma de «empatía transnacional y experiencial».
Banksy fue seguido por muchos otros, incluidos Blu, Ericailcane, FAILE, JR, Know Hope, Paul Insect, Ron English, Sam3 y Swoon, y Lushsux.

### Lista de artistas de grafiti conocidos
- Banksy
- FAILE
- Ron English
- Jonathan Kis-Lev
- Blu
- Ericailcane
- JR
- Know Hope
- Paul Insect
- Sam3
- Swoon
- Lushsux

## Galería

Ángeles de Banksy, Belén
Un Banksy y un mural de Gandhi, Kalandia
Un mural del poeta palestino Mahmud Darwish
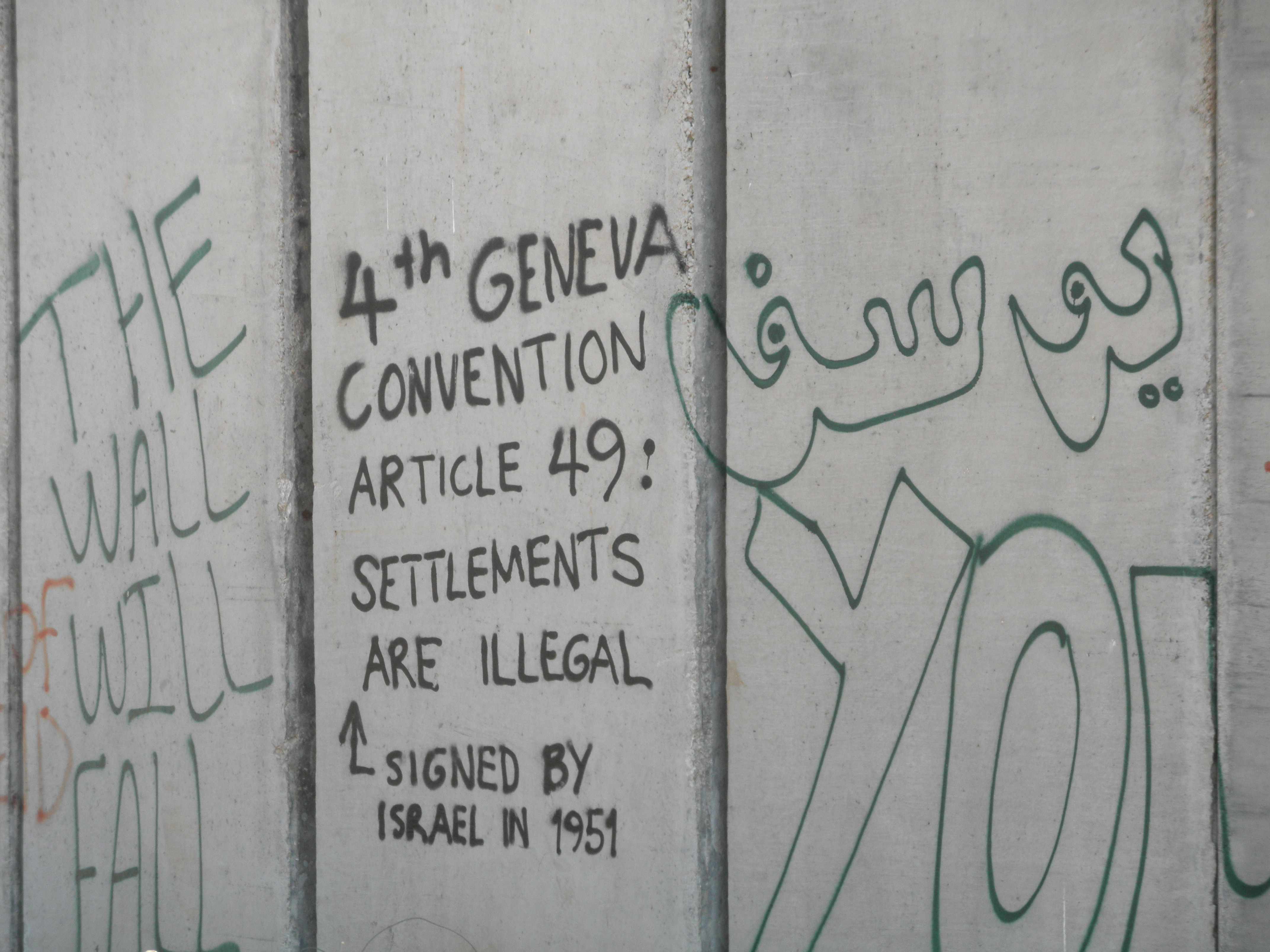
Grafiti cerca de Ni'lin, haciendo referencia al Cuarto Convenio de Ginebra
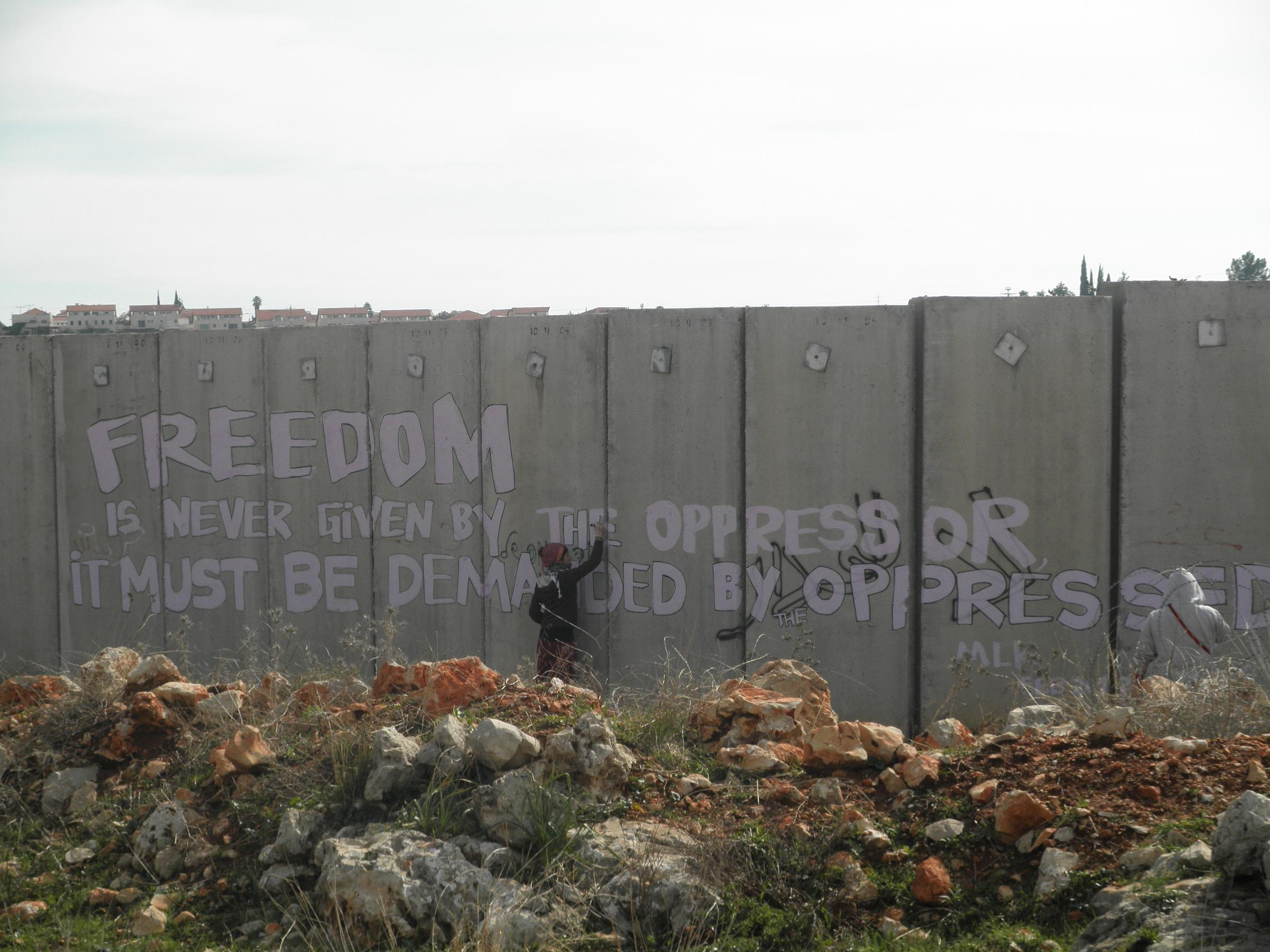
Graffiti cerca de Ni'lin, con una cita de Carta desde la cárcel de Birmingham de Martin Luther King
Yasir Arafat y Marwan Barghouti representados en Kalandia
Mural de la palabra Palestina, que muestra las llaves palestinas
Mural de dos soldados de las FDI apuntando a una mujer palestina
Che Guevara
We can't live, so we are waiting for death («No podemos vivir, así que estamos esperando la muerte».)
Mural de Morgan Freeman con una cita de Nelson Mandela
Mural de Ahed Tamimi
Tres murales de 2007: (1) Ron English: Grade School Guernica; (2) FAILE: Jake LaMotta y Sugar Ray Robinson boxeando (de Toro salvaje): (3) Ron English: Ya no estás en Disneyland
Mural de Razan al-Najar
The Peace Kids
Handala
Mural de Leila Khaled cerca de Belén
Handala y la Libertad como Pietà
Boys with a Sand Bucket de Banksy, cerca de Belén
Niño perforando la atalaya, Belén
Murales de Lushsux
La versión palestina de La Libertad guiando al pueblo
Una ventana en Cisjordania de Banksy (2005), desde entonces sobrepintada con ladrillos